# Zameško
Zameško je naselje v Občini Šentjernej.